# God Of Rock
God Of Rock es uno de los personajes que aparece por primera vez en Guitar Hero III: Legends of Rock como personaje desbloqueable junto a Saul Hudson "Slash", Tom Morello, Lou, Elroy Budvis, Metalhead y Morticio Rip.           
Se caracteriza principalmente por su barba blanca, una túnica negra medio rota y una singular cadena entrelazada.
Este personaje sólo está disponible en las versiones de XBox 360, PlayStation 3 y PC del juego. En las versiones de PlayStation 2 y Wii, este personaje es reemplazado por Elroy Budvis.
- Datos: Q5882114